# Ljusbukig smaragd
Ljusbukig smaragd (Chrysuronia leucogaster) är en fågel i familjen kolibrier.

## Utseende
Ljusbukig smaragd är en enkelt färgad kolibri i grönt och vitt. Den är i stort sett identisk med kortnäbbad smaragd, men har längre näbb med rött längst in.

## Utbredning och systematik
Arten delas in i två underarter med följande utbredning:
- Chrysuronia leucogaster leucogaster – förekommer i östra Venezuela, Guyanaregionen och norra Brasilien
- Chrysuronia leucogaster bahiae – förekommer i östra Brasilien (Pernambuco till Bahia)

## Levnadssätt
Ljusbukig smaragd hittas i urbana områden, mangroveträsk, övergivna plantage och igenväxande buskmarker, vanligast i kustnära områden. Där ses den födosöka aktivt vid blommor som andra kolibrier.

### Släktestillhörighet
Arten placeras traditionellt i släktet Amazilia, men genetiska studier visar att arterna i släktet inte står varandra närmast. Den har därför flyttats till släktet Chrysuronia.

## Status
Arten har ett stort utbredningsområde och beståndet anses vara stabilt. Internationella naturvårdsunionen IUCN listar den därför som livskraftig (LC).